# 이쾅

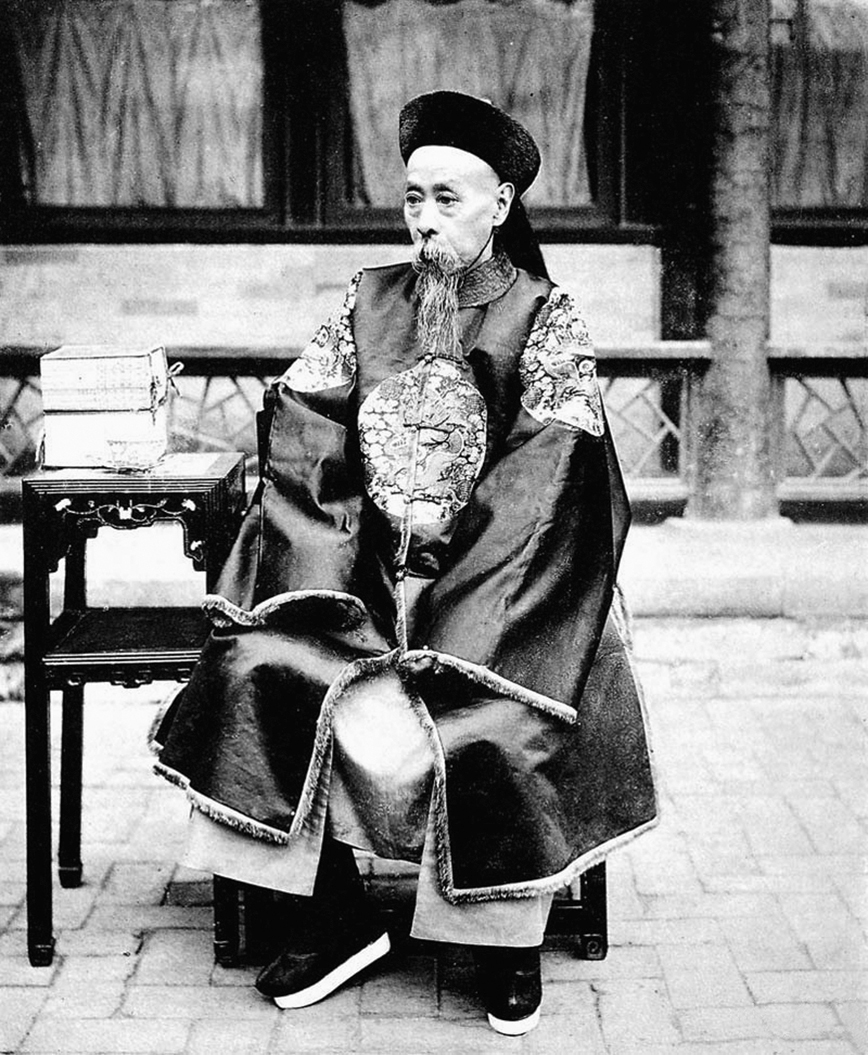
경친왕 혁광

애신각라 혁광(愛新覺羅奕劻, 만주어: ᠠᡳᠰᡳᠨ ᡤᡳᠣᡵᠣ
ᡥᠠᠯᠠ
ᡳ
 ᡴᡠᠸᠠᠩ Aisin Gioro I Kuwang), 1838년 11월 16일~ 1917년 1월 28일)은 청 제국의 경밀친왕(慶密親王)으로 황족이다. 건륭제의 17서자였던 애신각라 영린(愛新覺羅永璘)의 손자이며 애신각라 면성(愛新覺羅綿性)의 아들이다.

## 생애
1894년 경친왕(慶親王)에 봉해졌다. 의화단 사건 때는 멸양 척화론을 주장하였으나, 연합군이 베이징을 점령한 뒤에 반의화단파가 득세하자 이홍장(李鴻章)과 함께 의화 전권대사에 임명되어, 1901년 11개국과 신축조약(辛丑條約)을 체결하였다. 그 해 독판정무처 대신에 임명되어 변법유신을 진행하고 1903년 3월 수석군기대신(首席軍機大臣)이 되었다. 1911년 군기처와 구내각이 폐지되고 신내각관제(新內閣官制)가 발포(發布)되자, 황제를 보필하고 국무의 책임을 지는 총리대신에 임명되었으나 신해혁명이 발생하면서 총리직을 사퇴했다. 1916년 병사하였다.
| 전임 서태후 (족척 족형 선황 함풍제의 제1측실) | 청 덕종 광서제의 1차 섭정 겸 대리청정 1899년 1월 1일 ~ 1899년 3월 18일 | 후임 보국공 푸쥔 (족척 족질 이혁단군왕의 장남) |

| 전임 서태후 (족척 족형 선황 함풍제의 제1측실) | 청 덕종 광서제의 2차 섭정 겸 대리청정 1900년 10월 1일 ~ 1908년 11월 14일 | 후임 無 (광서제 붕어) |

## 같이 보기
- 입팔분공